# MSD
MSD (Merck Sharp & Dohme), in Canada en de Verenigde Staten opererend onder de naam Merck & Co, Inc., is een van de grootste farmaceutische bedrijven in de wereld. MSD heeft zijn hoofdkantoor in Kenilworth in de Amerikaanse staat New Jersey. In 1954 opende MSD zijn eerste kantoor in Nederland.  

## Activiteiten
MSD is wereldwijd actief en meer dan de helft van de omzet wordt gerealiseerd buiten de Amerikaanse thuismarkt. Het heeft twee segmenten, het belangrijkste onderdeel maakt geneesmiddelen voor mensen en zo'n 10% van de omzet wordt behaald met de verkoop van diergeneesmiddelen (MSD Animal).
Veruit het meest belangrijke geneesmiddel van Merck is Keytruda, dit maakte in 2024 bijna de helft van de totale omzet uit. Keytruda wordt nog beschermd door octrooien, maar deze loopt voor de Verenigde Staten, veruit de belangrijkste afzetmarkt, af in 2028. Wanneer de octrooibescherming stopt, dalen de prijzen van het geneesmiddel veelal fors. 
In 2024 had het 75.000 medewerkers, waarvan er zo'n 23.500 actief zijn op het gebied van Onderzoek & Ontwikkeling (R&D). In datzelfde jaar gaf Merck US$ 18 miljard uit aan R&D, dit is 28% van de omzet.

### Resultaten
In 2023 daalde de winst fors, dit was met name het gevolg van extreem hoge kosten voor R&D. Deze bedroegen US$ 30,5 miljard ten opzichte van US$ 13,5 miljard in 2022. Deze stijging was het gevolg van diverse overnames en samenwerkingsverbanden met andere bedrijven in de sector.
| Jaar | Omzet  | Winst vóór belastingen | Winst-belasting | Netto- resultaat |
| ---- | ------ | ---------------------- | --------------- | ---------------- |
| 2010 | 45.987 | 1653                   | 40,6%           | 982              |
| 2015 | 39.498 | 5401                   | 17,4%           | 4459             |
| 2020 | 41.518 | 5863                   | 22,8%           | 4591             |
| 2021 | 48.704 | 13.879                 | 11,0%           | 12.345           |
| 2022 | 59.283 | 16.444                 | 11,7%           | 14.519           |
| 2023 | 60.115 | 1889                   | 80,0%           | 365              |
| 2024 | 64.168 | 19.936                 | 14,1%           | 17.117           |

## Geschiedenis
MSD heeft zijn oorsprong in de Duitse stad Darmstadt, waar in de 17e eeuw de apothekersfamilie Merck een apotheek aankocht. In 1827 begon de familie ook met de productie van geneesmiddelen waaronder morfine.
In 1887 ging Theodore Weicker, een in Duitsland geboren, langdurige werknemer van Merck, naar de Verenigde Staten. In 1891 begon hij met Merck & Co. vanuit een kantoor in Lower Manhattan.
Na de Eerste Wereldoorlog werd in 1917 de Amerikaanse tak van Merck geconfisqueerd door de Amerikaanse overheid en omgevormd tot een onafhankelijk Amerikaans bedrijf. In de VS en Canada gebruikt het bedrijf sindsdien de naam Merck & Co, daarbuiten staat het bekend als MSD. Het Duitse deel van het oorspronkelijke bedrijf ging verder als Merck KGaA en handelt in deze twee landen onder de naam EMD.
In 1919 kocht George F. Merck, hoofd van de Amerikaanse tak van de familie Merck, in samenwerking met Goldman Sachs en Lehman Brothers, het bedrijf terug op een Amerikaanse overheidsveiling voor US$ 3,5 miljoen. Ondanks het feit dat de familie weer eigenaar was geworden, bleef het zelfstandig van het voormalige Duitse moederbedrijf.
In 1925 werd George F. Merck opgevolgd door zijn zoon George W. Merck. In 1927 volgde een fusie met Powers-Weightman-Rosengarten Company, een kininefabrikant uit Philadelphia. George W. Merck bleef president en Frederic Rosengarten werd voorzitter van de raad van bestuur. In 1929 fuseerde HK Mulford Company met Sharp & Dohme, Inc.
In 1943 werd streptomycine ontdekt tijdens een door Merck gefinancierd onderzoeksprogramma in het laboratorium van Selman Waksman aan de Rutgers-universiteit. Het werd de eerste effectieve behandeling voor tuberculose. In een overeenkomst met de universiteit had Merck het exclusief recht op streptomycine, maar op verzoek van Waksman werd deze overeenkomst aagepast, Merck gaf de rechten terug aan de universiteit in ruil voor royalty's. De universiteit stelde vervolgens niet-exclusieve licenties op met zeven bedrijven om een betrouwbare levering van het antibioticum te garanderen.
In 1953 fuseerde Merck & Co. met het in Philadelphia gevestigde Sharp & Dohme en werd daarmee de grootste Amerikaanse farmaceutische onderneming. Na de fusie bleef Merck de handelsnaam in de Verenigde Staten en Canada, en staat bekend als Merck Sharp & Dohme (MSD) buiten Noord-Amerika.
Maurice Hilleman, een wetenschapper bij Merck, ontwikkelde in 1967 het eerste vaccin tegen bof, gevolg in 1969 met een vaccin tegen rodehond en het eerste 3-in-1-vaccin tegen drie kinderziekten in 1971.
In november 1993 werd Medco Containment Services overgenomen voor US$ 6 miljard. Medco had een jaaromzet van US$ 2,6 miljard en was meer een geneesmiddelendistributeur. De omzet van Merck was US$ 9,7 miljard in 1992. Tien jaar later werd dit onderdeel weer afgesplitst.
In november 2009 werd de fusie met Schering-Plough afgerond. Merck had US$ 41 miljard betaald om dit bedrijf in handen te krijgen. Tussen 2010 en 2015 verdwenen ongeveer 36.450 banen. In die periode verkocht het de consumentengezondheidsafdeling aan Bayer en werd de focus beperkt tot immunologie, vaccins, diabetes, opkomende markten en medicijnen die in ziekenhuizen worden gebruikt, zoals bepaalde antibiotica.
In januari 2015 werd Cubist Pharmaceuticals overgenomen voor US$ 9,5 miljard.
Medio 2021 werd de afsplitsing van Organon afgerond.
Medio 2025 heeft Merck een overeenkomst gesloten om de Britse bedrijf Verona Pharma over te nemen. Merck is bereid US$ 10 miljard te betalen. Met deze koop krijgt Merck het geneesmiddel Ohtuvayre in handen, dit is een goedgekeurde behandeling voor chronische obstructieve longziekte.

### MSD in Nederland
In 1954 opende MSD een klein verkoopkantoor (10 medewerkers) in Amsterdam. Het was daarmee de eerste vestiging van MSD in Europa. Amsterdam werd in 1956 ingewisseld voor Haarlem waar MSD aan de Waarderweg een terrein betrok met kantoren, productie-, verpakkings- en distributiefaciliteiten.
Schering-Plough had in 2007 'Organon BioSciences' van AkzoNobel overgenomen en dit ging ook over naar Merck in 2009. Deze geneesmiddelengroep bestond toen uit Organon, Intervet, Nobilon en Diosynth met vestigingen in onder meer Oss, Haarlem (humaan), Boxmeer en De Bilt (veterinair). MSD was als opvolger van Organon verantwoordelijk voor de urine-inzamelorganisatie van Moeders voor Moeders, maar later werd dit overgedragen aan Aspen Pharmacare. In 2021 werd Organon weer verzelfstandigd. Dit bedrijfsonderdeel kreeg een eigen beursnotering aan de NASDAQ effectenbeurs.

## Merck Manual
Naast de productie van geneesmiddelen publiceert Merck/MSD onder andere de Merck Manual, een medisch referentiewerk, en de Merck Index, een uitgebreide encyclopedie van chemische stoffen.